# Salpingotus kozlovi
Salpingotus kozlovi is een zoogdier uit de familie van de jerboa's (Dipodidae). De wetenschappelijke naam van de soort werd voor het eerst geldig gepubliceerd door Vinogradov in 1922.